# Satz von Rédei
Der Satz von Rédei  ist ein Lehrsatz der Elementaren Zahlentheorie, eines Teilgebiets der Mathematik. Er geht auf den ungarischen Mathematiker László Rédei zurück und ist eng verwandt mit dem Satz von Euler-Fermat, welchen er sogar nach sich zieht.

## Formulierung des Satzes
Der rédeische Satz besagt folgendes:
Für jede natürliche Zahl {\displaystyle m\geq 2} und jede ganze Zahl {\displaystyle a} ist
{\displaystyle a^{m}-a^{m-\phi (m)}}
durch {\displaystyle m} teilbar, wobei {\displaystyle \phi (m)} für die Anzahl der natürlichen Zahlen unterhalb von {\displaystyle m} steht, welche zu {\displaystyle m} teilerfremd sind.
 Es ist damit stets die Kongruenz
{\displaystyle a^{m}\equiv a^{m-\phi (m)}\mod {m}}
gültig.